# Gravitationstraktor
Der Gravitationstraktor ist ein hypothetisches Konzept zur Ablenkung von erdnahen Objekten durch ein Raumfahrzeug, das allein durch seine Masse eine geringe, aber über längere Zeit wirksame Anziehungskraft auf den Zielkörper ausübt. Das Verfahren zählt zu den präzisesten bekannten Methoden zur Kurskorrektur von Asteroiden, da es ohne physischen Kontakt auskommt und keine strukturellen Veränderungen oder Fragmentbildung verursacht. Eine praktische Umsetzung im Weltraum erfolgte bislang nicht.

## Funktionsweise
Ein Gravitationstraktor besteht im Wesentlichen aus einem Raumfahrzeug, das sich über längere Zeit in unmittelbarer Nähe zu einem Asteroiden aufhält. Durch die gravitative Wechselwirkung entsteht eine kontinuierliche Kraftwirkung, die ausreicht, um die Bahn des Objekts allmählich zu verändern. Die Triebwerke des Raumfahrzeugs sind so ausgerichtet, dass ihr Ausstoß keinen Rückstoßeffekt auf den Asteroiden ausübt. Um eine signifikante Ablenkung zu erreichen, sind Vorwarnzeiten von mehreren Jahren erforderlich.

## Ursprung des Konzepts
Das Konzept wurde im Jahr 2005 von Edward T. Lu und Stanley G. Love vorgestellt. Sie schlugen vor, ein ionengetriebenes Raumfahrzeug mit stabiler Positionierung als gravitative Schleppsonde einzusetzen. Ihre Berechnungen zeigten, dass ein rund zwanzig Tonnen schweres Raumfahrzeug in der Lage wäre, einen etwa hundert Meter großen Asteroiden innerhalb eines Jahrzehnts ausreichend abzulenken, um einen möglichen Einschlag auf der Erde zu verhindern.

## Weiterentwicklungen
In der Folgezeit wurden verschiedene theoretische Erweiterungen des Grundkonzepts entwickelt. Dazu zählen Raumfahrzeuge mit periodischen Keplerbewegungen anstelle einer stabilen Schwebehaltung, wie sie 2021 von Yohannes Ketema vorgeschlagen wurden. Solche Varianten erhöhen die Effizienz bei gleichbleibender Masse, da der Treibstoffverbrauch reduziert wird.
Ein weiteres Konzept ist der sogenannte Solar-Segel-Traktor, bei dem anstelle von Treibstoffen reflektierende Flächen eingesetzt werden, um durch Sonnenstrahlung die Bahnposition zu halten. Diese Lösung vermeidet den Ausstoß von Materie, erfordert jedoch längere Missionszeiten.
Auch Konzepte mit mehreren koordinierten Traktoren wurden analysiert. Dabei wird eine Gruppe von Raumfahrzeugen genutzt, um gemeinsam eine höhere Gesamtwirkung zu erzielen. Diese Strategie ist insbesondere für größere Objekte von theoretischem Interesse.

## Technische Herausforderungen
Die Umsetzung eines Gravitationstraktors erfordert eine präzise Steuerung über einen sehr langen Zeitraum. Dabei müssen komplexe Bahnmanöver, Rotationen des Zielkörpers und die Vermeidung von ungewolltem Rückstoßeinfluss berücksichtigt werden. Aufgrund der langen Missionsdauer und der geringen wirkenden Kräfte ist die Methode technisch anspruchsvoll und besitzt derzeit keinen hohen Reifegrad. Experimentelle Nachweise oder Demonstratoren existieren bislang nicht.

## Vergleich mit anderen Ablenkungsverfahren
Im Vergleich zu anderen Verfahren der Asteroidenabwehr, etwa dem kinetischen Impaktor oder nuklearen Sprengungen, wirkt der Gravitationstraktor besonders kontrolliert und reversibel. Er vermeidet eine Fragmentierung des Objekts und ermöglicht eine exakte Feinkorrektur der Flugbahn. Seine begrenzte Wirkung macht ihn jedoch nur bei frühzeitiger Erkennung eines Kollisionskandidaten sinnvoll. Die Methode könnte daher in Kombination mit schnelleren, aber weniger präzisen Verfahren eingesetzt werden.

## Völkerrechtliche und politische Aspekte
Die Ablenkung eines Objekts durch ein Raumfahrzeug verändert den Einschlagsort potentiell um mehrere tausend Kilometer. Dies wirft Fragen der politischen Verantwortung und Haftung auf, insbesondere wenn die neue Gefährdungszone über bewohntem Gebiet liegt. Internationale Koordination wäre erforderlich, um über einen Eingriff in die Flugbahn eines Himmelskörpers zu entscheiden. Institutionen wie das Planetary Defense Coordination Office oder das United Nations Office for Outer Space Affairs beschäftigen sich mit derartigen Szenarien. Der Weltraumvertrag von 1967 bildet die völkerrechtliche Grundlage für Eingriffe in den erdnahen Raum, regelt jedoch solche Ablenkungsmaßnahmen bislang nur indirekt.